# Chrysogorgia
Genre
Synonymes
- Dasygorgia Verrill, 1883[2]
- Dasygorgia[3]

Chrysogorgia est un genre de coraux alcyonaires de la famille des Chrysogorgiidae et de l'ordre des Alcyonacea. Il s'agit du genre type de sa famille. Ce sont des coraux abyssaux.

## Espèces
Selon World Register of Marine Species (7 juillet 2021) :

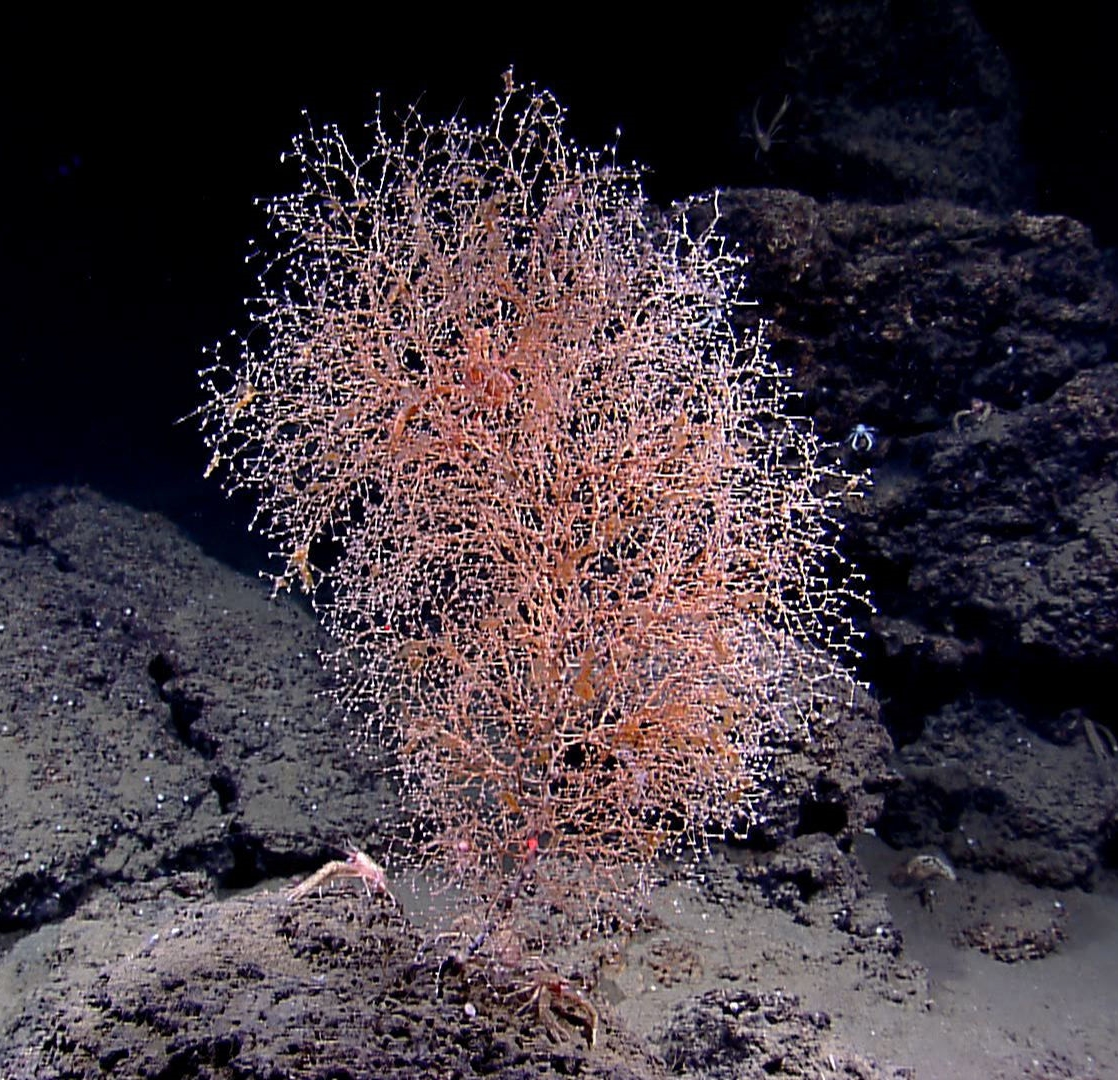
Un Chrysogorgia photographié dans son environnement naturel, les abysses.

- Chrysogorgia abludo Pante & Watling, 2011
- Chrysogorgia acanthella (Wright & Studer, 1889)
- Chrysogorgia admete Bayer & Stefani, 1988
- Chrysogorgia agassizii (Verrill, 1883)
- Chrysogorgia anastomosans Versluys, 1902
- Chrysogorgia antarctica Cairns, 2002
- Chrysogorgia arborescens Nutting, 1908
- Chrysogorgia artospira Pante & Watling, 2011
- Chrysogorgia averta Pante & Watling, 2011
- Chrysogorgia axillaris (Wright & Studer, 1889)
- Chrysogorgia bracteata Bayer & Stefani, 1988
- Chrysogorgia calypso Bayer & Stefani, 1988
- Chrysogorgia campanula Madsen, 1944
- Chrysogorgia cavea Kinoshita, 1913
- Chrysogorgia chryseis Bayer & Stefani, 1988
- Chrysogorgia comans Kinoshita, 1913
- Chrysogorgia constricta Hiles, 1899
- Chrysogorgia cupressa (Wright & Studer, 1889)
- Chrysogorgia curvata Versluys, 1902
- Chrysogorgia debilis Kükenthal, 1908
- Chrysogorgia delicata Nutting, 1908
- Chrysogorgia dendritica Xu, Zhan & Xu, 2020
- Chrysogorgia desbonni Duchassaing & Michelotti, 1864
- Chrysogorgia dichotoma Thomson & Henderson, 1906
- Chrysogorgia dispersa Kükenthal, 1908
- Chrysogorgia electra Bayer & Stefani, 1988
- Chrysogorgia elegans (Verrill, 1883)
- Chrysogorgia excavata Kükenthal, 1908
- Chrysogorgia expansa (Wright & Studer, 1889)
- Chrysogorgia fewkesii Verrill, 1883
- Chrysogorgia flavescens Nutting, 1908
- Chrysogorgia flexilis (Wright & Studer, 1889)
- Chrysogorgia fruticosa (Studer, 1894)
- Chrysogorgia geniculata (Wright & Studer, 1889)
- Chrysogorgia gracilis Xu, Zhan & Xu, 2020
- Chrysogorgia herdendorfi Cairns, 2001
- Chrysogorgia indica Thomson & Henderson, 1906
- Chrysogorgia intermedia Versluys, 1902
- Chrysogorgia irregularis Thomson & Henderson, 1906
- Chrysogorgia japonica (Wright & Studer, 1889)
- Chrysogorgia laevorsa Cairns, 2018
- Chrysogorgia lata Versluys, 1902
- Chrysogorgia midas Cairns, 2018
- Chrysogorgia minuta Kinoshita, 1913
- Chrysogorgia mixta Versluys, 1902
- Chrysogorgia multiflora Deichmann, 1936
- Chrysogorgia octagonos Versluys, 1902
- Chrysogorgia okinosensis Kinoshita, 1913
- Chrysogorgia orientalis Versluys, 1902
- Chrysogorgia papillosa Kinoshita, 1913
- Chrysogorgia pellucida Kükenthal, 1908
- Chrysogorgia pendula Versluys, 1902
- Chrysogorgia pentasticha Versluys, 1902
- Chrysogorgia pusilla Versluys, 1902
- Chrysogorgia pyramidalis Kükenthal, 1908
- Chrysogorgia quadruplex Thomson, 1927
- Chrysogorgia ramificans Xu & al., 2019
- Chrysogorgia ramosa Versluys, 1902
- Chrysogorgia rigida Versluys, 1902
- Chrysogorgia rotunda Kinoshita, 1913
- Chrysogorgia scintillans Bayer & Stefani, 1988
- Chrysogorgia sibogae Versluys, 1902
- Chrysogorgia sphaerica Aurivillius, 1931
- Chrysogorgia spiculosa (Verrill, 1883)
- Chrysogorgia squamata (Verrill, 1883)
- Chrysogorgia stellata Nutting, 1908
- Chrysogorgia tetrasticha Versluys, 1902
- Chrysogorgia thyrsiformis Deichmann, 1936
- Chrysogorgia tricaulis Pante & Watling, 2011
- Chrysogorgia tuberculata Cordeiro, Castro & Pérez, 2015
- Chrysogorgia upsilonia Cordeiro, Castro & Pérez, 2015
- Chrysogorgia versluysi Kinoshita, 1913

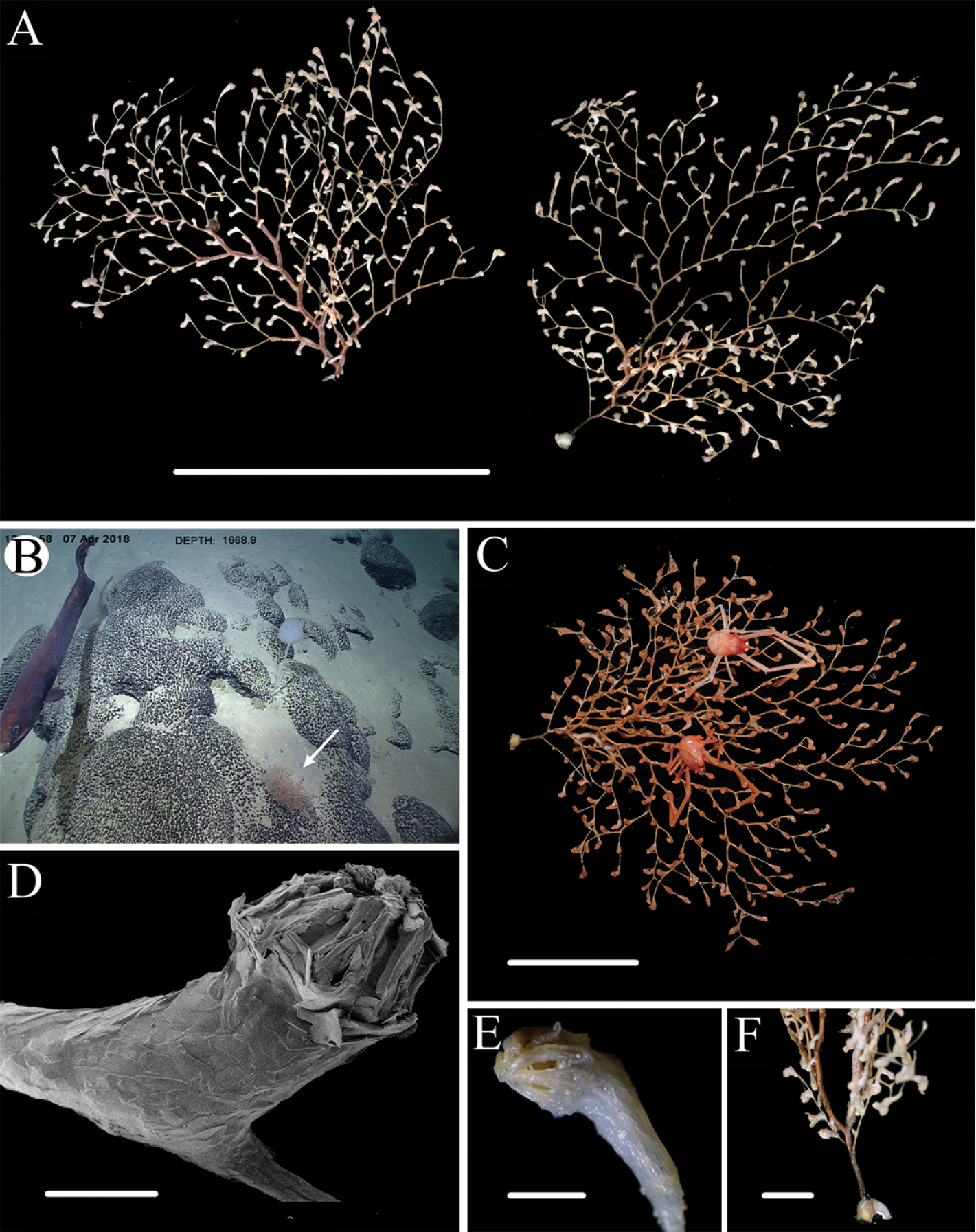
Chrysogorgia binata
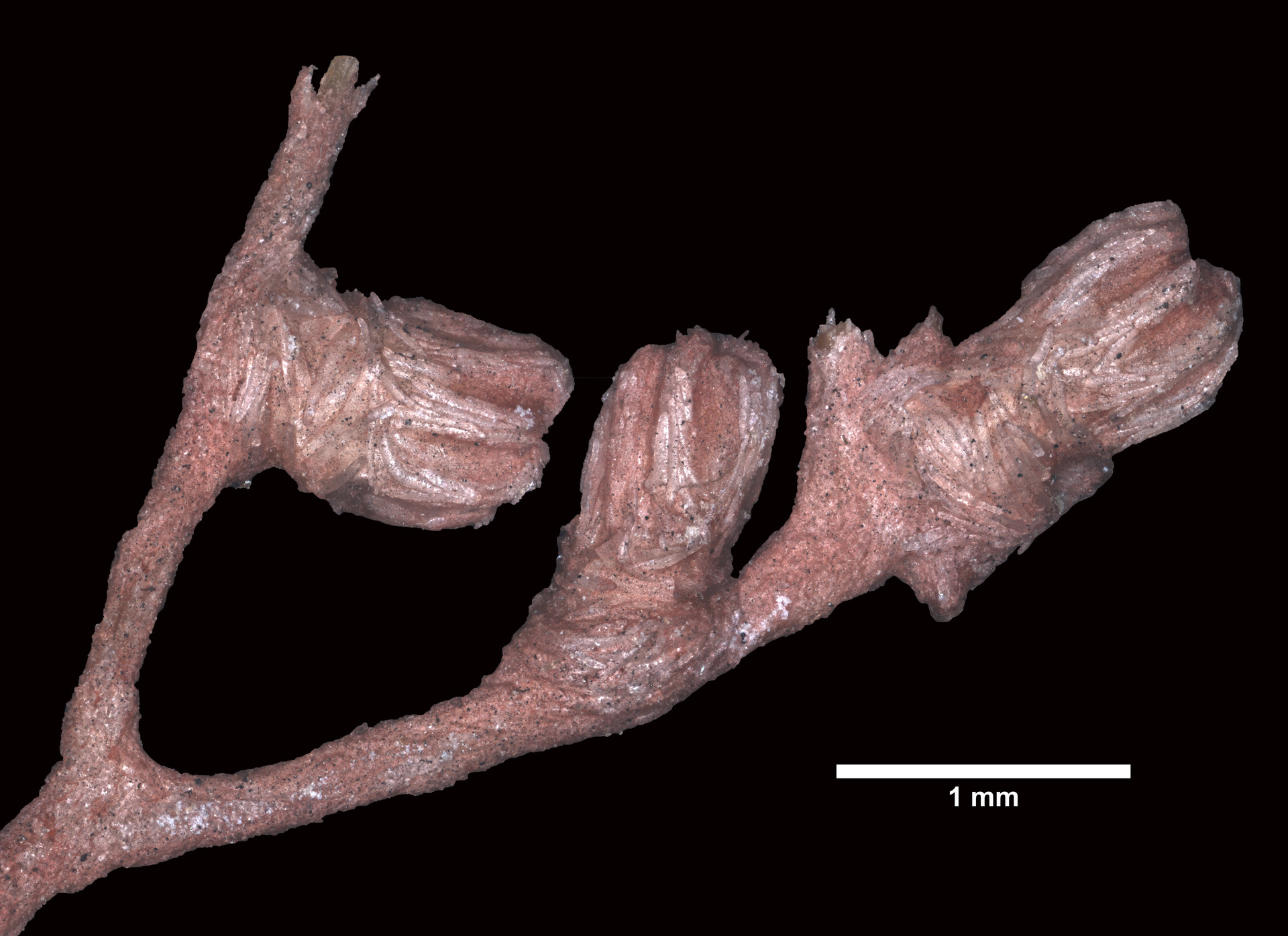
Chrysogorgia desbonni
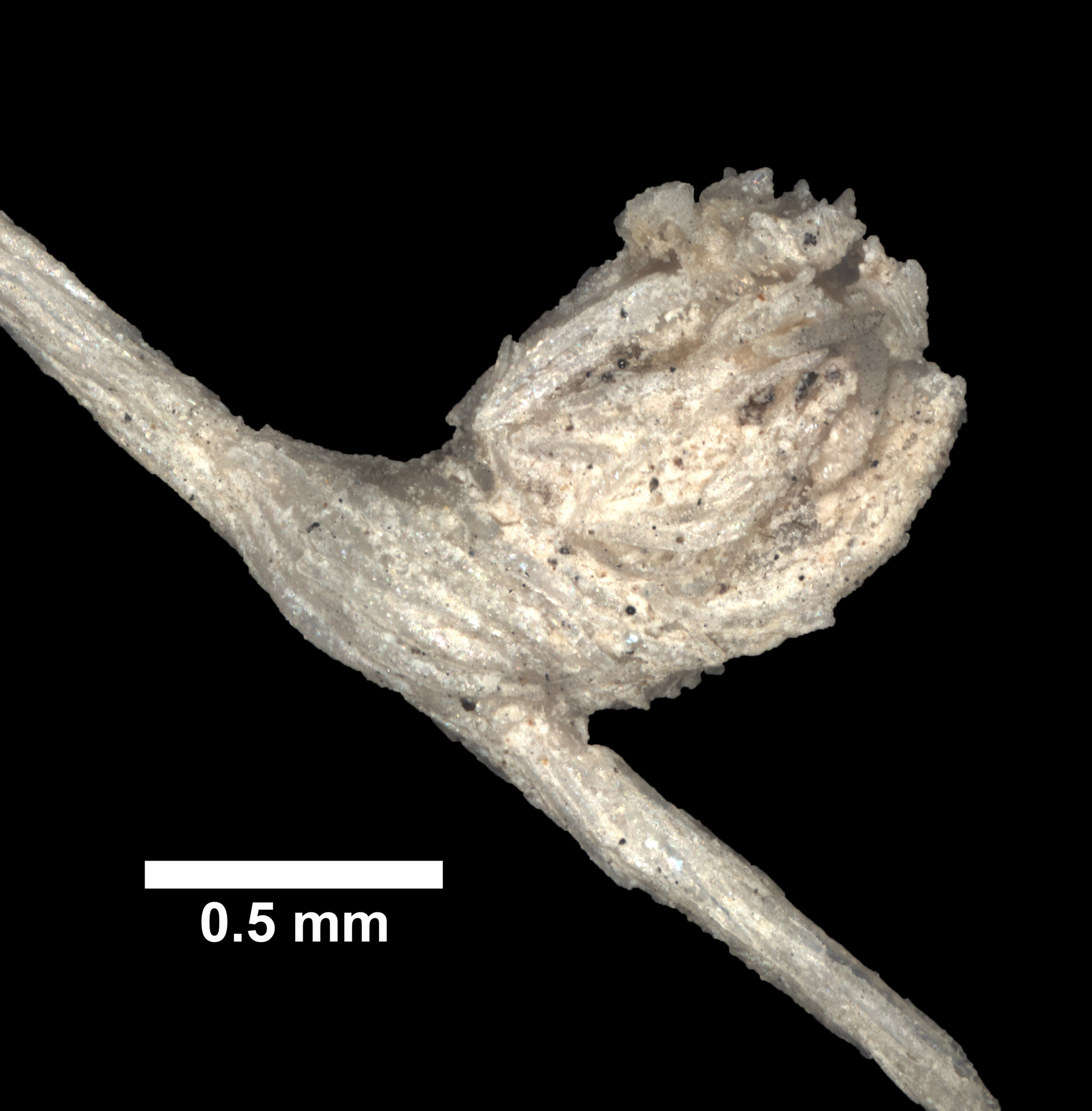
Chrysogorgia fewkesii
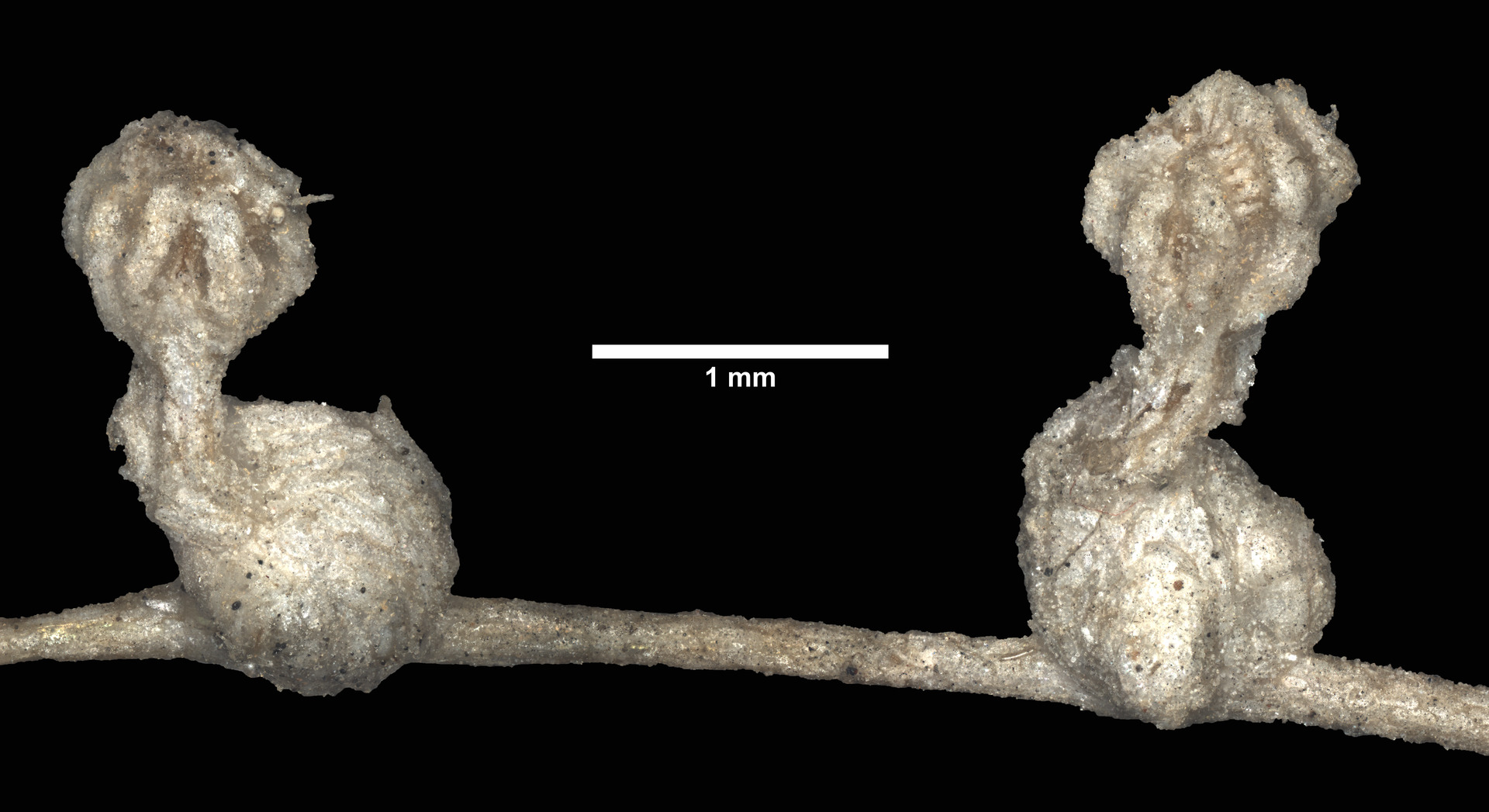
Chrysogorgia elegans
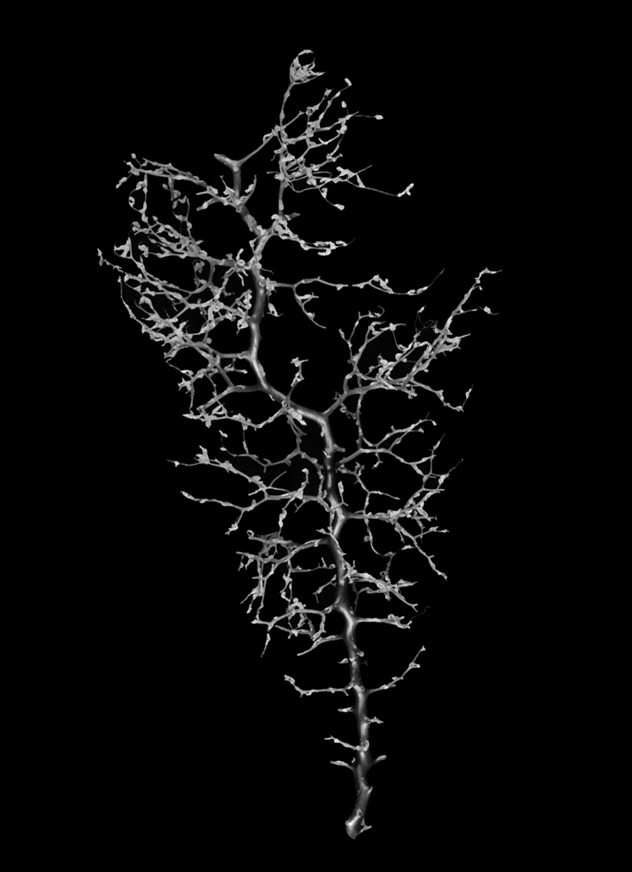
Chrysogorgia laevorsa
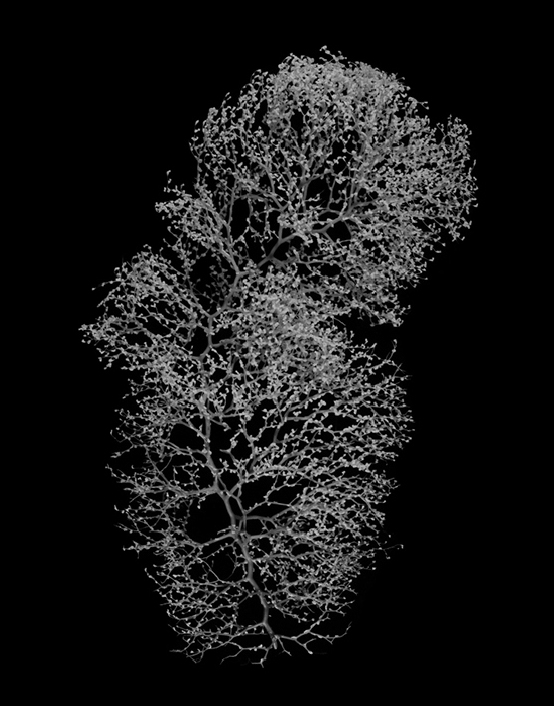
Chrysogorgia midas
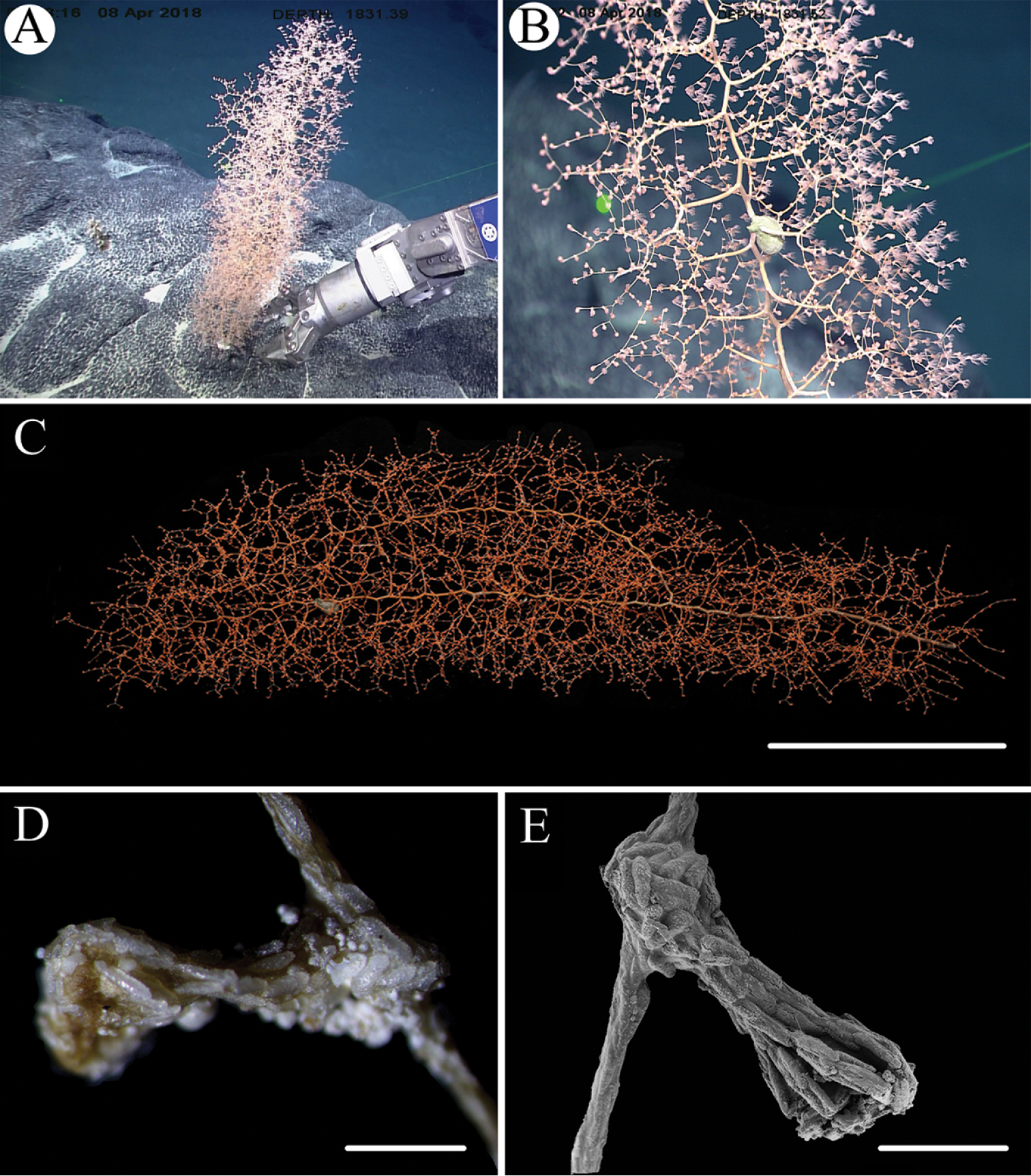
Chrysogorgia ramificans
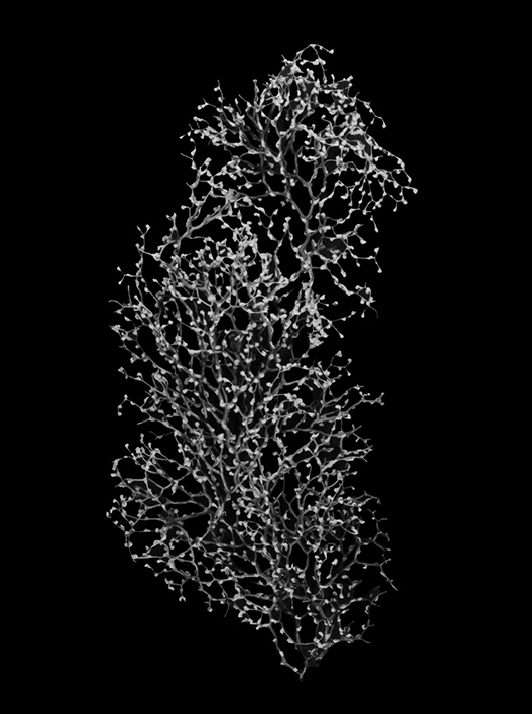
Chrysogorgia scintillans
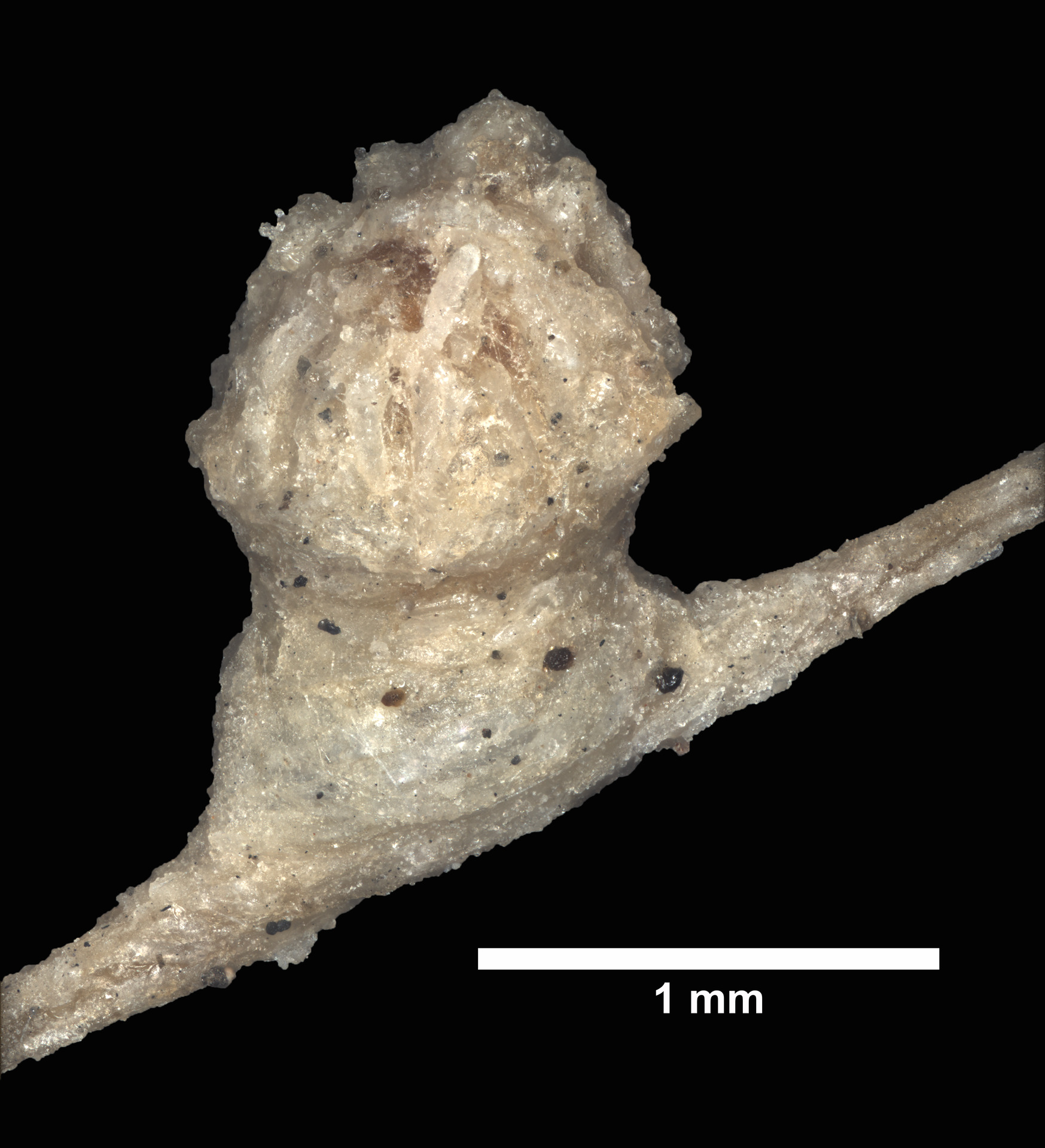
Chrysogorgia squamata
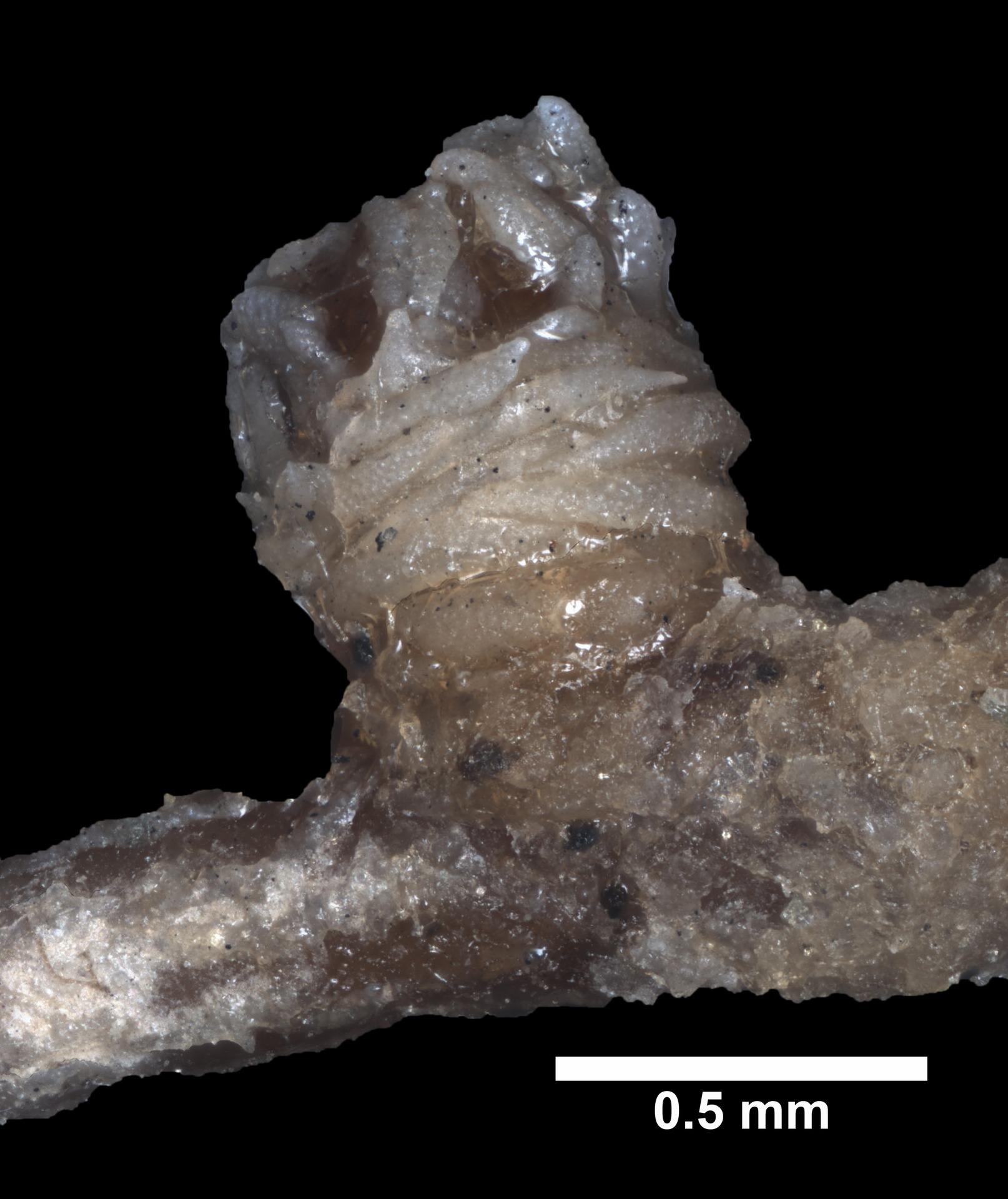
Chrysogorgia thyrsiformis
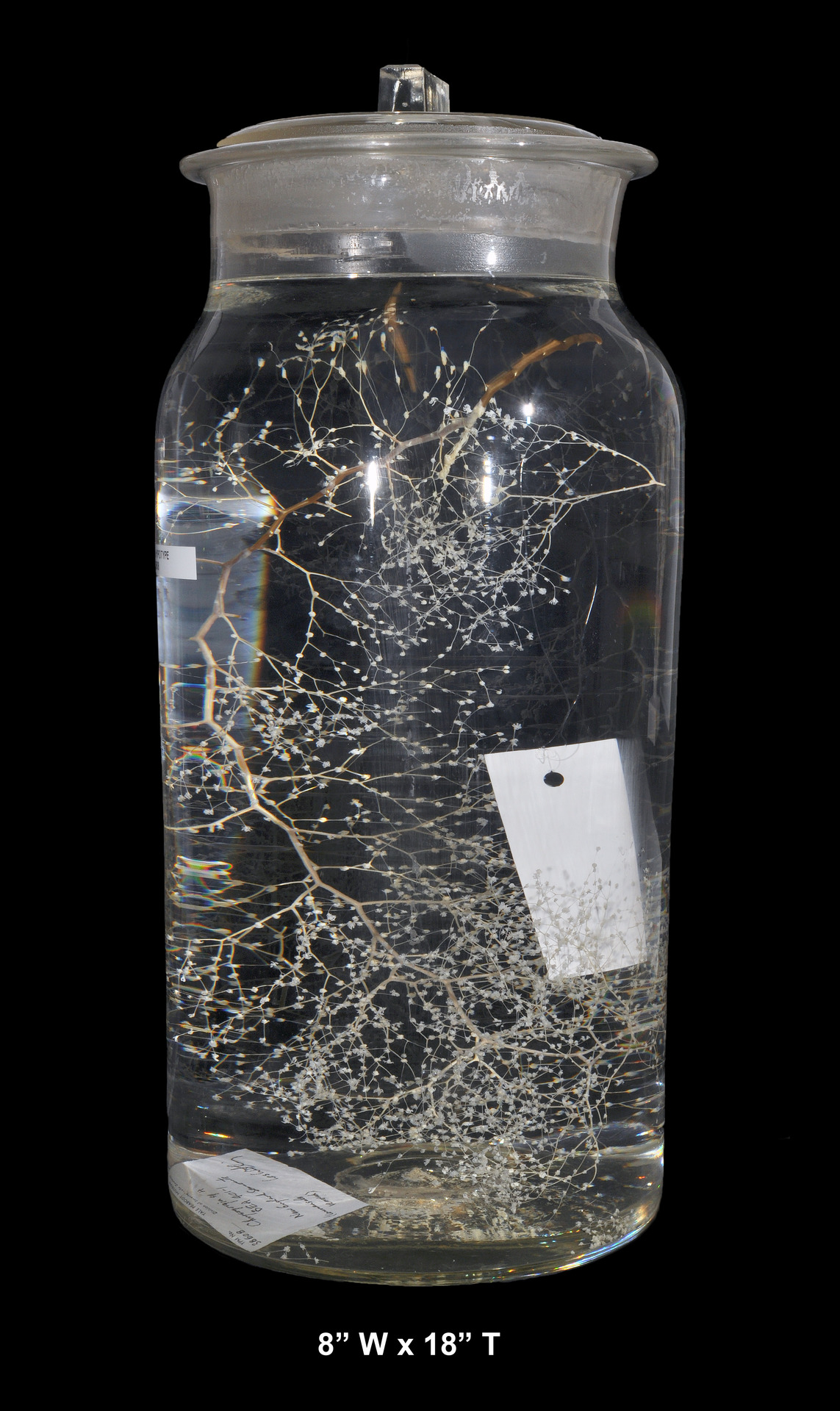
Chrysogorgia tricaulis